# Jean II de Clèves
Pour les articles homonymes, voir Jean II et Jean de Clèves.
Jean II de Clèves dit « le Clément », né le 13 avril 1458 et mort le 15 mars 1521, est duc de Clèves de 1481 à sa mort.

## Biographie
Il est le fils aîné du duc Jean Ier et d'Élisabeth de Bourgogne-Nevers.
En 1481, il succède à son père en tant que duc de Clèves et comte de Mark-Altena. Il ruine complément les caisses du duché en essayant d'imiter la cour de Bourgogne, où il a été élevé par le duc Charles. Il se dispute avec les états à cause de cela, doit leur faire de nombreuses concessions et perd beaucoup de charges.
En 1496, il conclut l'Union de Clèves, une alliance avec les duchés de Berg et de Juliers, pour contrebalancer celle de la Bourgogne et des Habsbourg. Par cette union, il marie son fils Jean III à la seule fille du duc Guillaume de Juliers-Berg. Jean III hérite donc successivement de Guillaume de Juliers-Berg en 1511 et de son père Jean Ier en 1521.
Jean II s'oppose, comme ses prédécesseurs, à l'archevêché de Cologne et au duché de Gueldre.
Il est inhumé avec son épouse, dans la collégiale Sainte Marie de l'Assomption de Clèves.

## Mariage et descendance
Le 3 novembre 1489, Jean II épouse Mathilde de Hesse (1473 - 19 mars 1505), dame de Monterberg, fille du landgrave de Hesse Henri III et d'Anne de Katzenellenbogen. Tous deux ont trois enfants :
- Jean III de Clèves (1490-1539), qui succède à son père en 1521 ; il est déjà devenu duc de Juliers et de Berg en 1511. Il épouse en 1510 Marie de Juliers (1491-1543), duchesse de Juliers et de Berg, dont postérité ;
- Anna de Clèves (1495-1567), marié en 1518 avec le comte Philippe III de Waldeck, dont postérité ;
- Adolf de Clèves (1498-1525), sans alliance ni postérité.

Jean II a également 69 enfants illégitimes, ce qui lui vaut de recevoir le surnom de « Kindermacher » (faiseur d'enfant).
Hermann de Clèves, seigneur d'Asnois, Saint-Germain des Bois (près de Nevers), dont la filiation lui est parfois attribuée, est plus probablement le fils de son frère Engilbert de Clèves, comte de Nevers. Hermann, ou Armand, servit pendant les guerres d'Italie, en 1502, son cousin le Roi de France Louis XII (fils de Marie de Clèves), qui le légitima en 1506 (né en 1485 - mort avant 1532),. Il épousa en 1509 Léonarde Perreau (fille de Jeanne de Corbigny et Adrien Perreau), dont plusieurs enfants. Leur fille Léonarde de Clèves épousa Pierre de Blanchefort, seigneur d'Asnois.

### Sources
- (nl) Cet article est partiellement ou en totalité issu de l’article de Wikipédia en néerlandais intitulé « Johan II van Kleef » (voir la liste des auteurs).